# Skuespilleren (film fra 2004)
|  | Denne artikel er oprettet af botten Steenthbot ud fra en ekstern database. Den kan derfor have sproglige fejl eller mangler. Denne skabelon kan fjernes efter kontrol af indholdet. |

 For alternative betydninger, se Skuespilleren. (Se også artikler, som begynder med Skuespilleren)
Skuespilleren er en dansk kortfilm fra 2004 instrueret af Lars Pedersen efter eget manuskript.

## Handling
At overleve døden fornyer og forstærker kærligheden til livet. Den unge skuespiller, Kristoffer, udlever for fuld skrue sin dødsdrift i et inderligt ønske om at blive elsket af sin far.

## Medvirkende
- Mads Koudal, Kristoffer Bendix
- Ove Pedersen, Oskar Bendix
- Camilla Bisgaard, Maria
- Frank Gundersen, Revisor
- Camilla Nicole, Billetpige
- Henrik Lassen, Dommer
- Marie Goosviga, Dommer
- Gert H. Rasmussen, Dommer
- Sofie Bøye, Slammer
- Torben Brinck, Slammer
- Sargun Oshana, Slammer
- Diana D. Buck, Slammer
- Anne Sofie Meltvedt, Slammer
- Anders Winter, Slammer
- Anders J. Olsen, Slammer
- Lars Ellekær Jacobsen, Publikum
- Jacob Martini, Tjener
- Karina Hjorth, Publikum